# Недребноклетъчен рак на белия дроб
Недребноклетъчният рак на белия дроб е всеки вид епителен рак на белия дроб, различен от дребноклетъчния рак на белия дроб. Недребноклетъчният рак на белия дроб представлява около 85% от всички случаи на рак на белия дроб. Недребноклетъчният рак е относително нечувствителен към химиотерапия в сравнение с дребноклетъчния. Когато е възможно, той се лекува чрез хирургическо отстраняване, макар химиотерапия все по-често да се ползва преди и след операцията.
Определянето на фазата (стадия) е основна част от оценяването на пациентите с недребноклетъчен рак на белия дроб. Фазата се определя като част от процеса на определяне на лечение и правилно прогнозиране. Американският съвместен комитет за рака (AJCC) предлага определянето на фазите да става по т.нар. TNM система, последвано от допълнително групиране по други критерии.

## TNM
TNM системата представлява оценяване на три основни фактора:
- Основен тумор (T).
- Лимфни възли (N).
- Отдалечени метастази (M).

### Основен тумор (T)
- TX: Основният тумор не може да бъде определен или има злокачествени клетки в слюнката или бронхиалната промивка, но не може да се види чрез снимка или бронхоскопия.
- Tis: Carcinoma in situ. Локализиран карцином (на латински: in situ – „на място“).
- T0: Няма доказателства за основен тумор.
- T1: По-малък от 3 см, заобиколен от белодробна тъкан или вътрешна, висцерална плевра и без навлизане в главните бронхи.
- T2: Тумор с някоя от следните характеристики:
  - по-голям от 3 см;
  - навлизащ в главните бронхи, но на повече от 2 см от карината;
  - образува пневмонит (ателектаза), който не засяга целия бял дроб.
- T3: Тумор с някое от:
  - Навлизане в стените на гръдния кош, диафрагмата, медиастиналната плевра, или париеталния перикард.
  - Навилза в главните бронхи, на по-малко от 2 см от карината, но незасягащ карината.
  - Образува пневмонит, засягащ целия бял дроб.
- T4: Тумор, който:
  - Засяга медиастинума, сърцето, големите кръвоносни съдове, трахеята, хранопровода, прешлените на гръбначния стълб или карината.
  - Отделни туморни формации в един и същ лоб на белия дроб.
  - Образува малигнена плеврална ефузия.

### Лимфни възли (N) (От английски – nodes)
- NX: Не може да бъде направена преценка за лимфните възли.
- N0: Не са засегнати лимфни възли.
- N1: Метастази в испилатералните перибронхиални или ипсилатералните хиларни лимфни възли.
- N2: Метастази в ипсилатералните медиастинални или субкаринални лимфни възли.
- N3: Метастази в:
  - контралатералните медиастинални лимфни възли;
  - контралатералните вътрешни млечножлезни лимфни възли;
  - ипсилатералните или контралатерлни супраклавикуларни лимфни възли.

### Отдалечени метастази (M)
- MX: Отдалечените метастази не могат да бъдат оценени.
- M0: Няма отдалечени метастази.
- M1: Има отдалечени метастази.

## Класификация на Маунтън
Клифтън Маунтън, хирург от Тексас, разширява основната класификация като разделя категориите на такива със сходно лечение и прогноза.
| Групиране        | TNM фаза           |
| ---------------- | ------------------ |
| Occult carcinoma | TX N0 M0           |
| Фаза 0           | Tis N0 M0          |
| Фаза IA          | T1 N0 M0           |
| Фаза IB          | T2 N0 M0           |
| Фаза IIA         | T1 N1 M0           |
| Фаза IIB         | T2 N1 M0           |
| Фаза IIB         | T3 N0 M0           |
| Фаза IIIA        | T1 N2 M0           |
| Фаза IIIA        | T2 N2 M0           |
| Фаза IIIA        | T3 N1 M0           |
| Фаза IIIA        | T3 N2 M0           |
| Фаза IIIB        | Всяко-T N3 M0      |
| Фаза IIIB        | T4 Всяко-N M0      |
| Фаза IV          | Всяко-T Всяко-N M1 |

## Прогноза
Статистическа преживяемост за период от 5 години при недребноклетъчен рак на белия дроб.
Този статистически показател показва средно-взето какъв процент от заболелите са преживели 5 години след поставяне на диагнозата.
| Група | Процент |
| ----- | ------- |
| IA    | 70%     |
| IB    | 55%     |
| IIA   | 50%     |
| IIB   | 40%     |
| IIIA  | 23%     |
| IIIB  | 5%      |
| IV    | 1%      |

| Група | Процент        |
| ----- | -------------- |
| IA    | 60%            |
| IB    | 38%            |
| IIA   | 34%            |
| IIB   | 24%            |
| IIIA  | 13%            |
| IIIB  | 5%             |
| IV    | по-малко от 1% |